# Панавија торнадо
Панавија торнадо је вишенаменски, борбени, двомоторни авион 4. генерације, са променљивим углом стреле крила. Заједнички је развијен и произведен у сарадњи Уједињеног Краљевства, Западне Немачке и Италије. Реализоване су три основне варијанте: ловац-бомбардер (Торнадо IDS), авион за електронско ратовање и извиђање (Торнадо ECR) и пресретач Торнадо  (ПВО варијанта). Програм се одвијао у оквиру Панавија корпорације, мултинационалног састава који чине британски Бритиш аероспејс (енгл. British Aerospace, BAE), MBB из Западне Немачке и италијанска Аериталија (енгл. Aeritalia). „Торнадо“ је направио први лет 14. августа 1974. године, а уведен је у оперативну употребу 1979. Због својих вишенаменских својстава, у стању је да замени више типова авиона различитих намена у ратном ваздухопловству. Краљевско ваздухопловство Саудијске Арабије је купило и увело у своју оперативну употребу 96 авиона Торнадо .
Три нације, поред развоја и производње, организовале су заједничку обуку, одржавање и процес увођења авиона у оперативну употребу у својим јединицама.
До развоја и производње Јурофајтера тајфуна, програм авиона „торнадо“ је био највећи међудржавни подухват кооперације у Европи, у домену високе ваздухопловне технологије.
„Торнадо“ је коришћен у борбеним дејствима током Заливског рата, Рата у Босни и Херцеговини, НАТО бомбардовања Савезне Републике Југославије 1999. године, Рата у Ираку, Рата у Либији (2011) и у епизодним улогама у сукобима у Авганистану и Јемену.
За потребе трију земаља коопераната и Саудијске Арабије, јединог купца (осим коопераната), серијски је произведено 992 примерка авиона „торнадо“, укључујући све постојеће варијанте.

## Опште фазе програма

### Почетна идеја и развој
Током шездесетих година прошлог века, ваздухопловни конструктори су пришли методи адаптације облика крила авиона аеродинамичким потребама у условима лета у све три области брзина (подзвучна, крозвучна и надзвучна), кроз решење механичког подешавања његовог угла стреле. На тај начин је аеродинамика крила могла да се приближи оптималним и противречним условима доброг маневра при малим брзинама, потребама дугог крстарења и добрих летних карактеристика на великим надзвучним брзинама. Уједињено Краљевство је отказала набавку BAC TSR-2 и касније авиона . Тражили су решење за замену својих застарелих авиона за подршку, Авро вулкана и Буканира. Британија и Француска су заједно покренулe програм развоја авиона са променљивом геометријом крила (промена угла стреле крила), 1965. годинe. То се завршило француским одустајањем 1967. Ово се одвијало у раном периоду развоја 4. генерације борбених авиона. Тада се веровало у тај правац решавања проблема са променљивом геометријом крила и Британија је наставила да развија тај концепт авиона, уз тражење нових партнера за заједничку реализацију.
Западна Немачка, Холандија, Белгија, Италија и Канада су 1968. године формирале радну групу за испитивање начина замене застарелих авиона F-104 старфајтер. Почетни назив тога потенцијалног новог авиона је био Вишенаменски авион (енгл. Multi Role Aircraft — MRA), касније је преименован у Вишенаменски борбени авион (енгл. Multi Role Combat Aircraft — MRCA). Потребе и захтеви су били широког спектра, тако да је одлучено да се развије један авион који би имао више намена, које је раније извршавала флота различитих авиона. Британија се придружила групи за програм MRCA у 1968. години. Направљен је меморандум о сагласности између Британије, Западне Немачке и Италије, у мају 1969. године.
До краја 1968. године, процењена је потенцијална набавка авиона, од шест земаља, у нивоу од 1.500 примерака. Канада и Белгија су одустале пре него што су почеле дугорочне обавезе у програму. Програм су наставили Уједињено Краљевство, Западна Немачка и Италија.

### Панавија корпорација
Четири партнерске нације, Уједињено Краљевство, Западна Немачка, Италија и Холандија, договориле су се 26. марта 1969. године да формирају мултинационалну компанију Панавија корпорација за развој и производњу авиона . Циљ је био да се заједнички реализује авион способан да одговори намени тактичке подршке, извиђања, противваздухопловне одбране и дејства изнад мора. Планирано је да у тој улози MRCA замени неколико различитих типова авиона у оперативној употреби у ваздухопловствима партнерских земаља. Разматрана је читава лепеза концепција, укључујући и варијанту са фиксним углом стреле крила и једним мотором. Холандија се повукла из програма 1970. годинe, наводећи да је авион превише компликован за експлоатацију. Они су тражили једноставнији авион, са изузетном управљивошћу. Додатни ударац програму је била и промена немачког плана набавке броја авиона, 1972. године. Уместо планираних 600, Немци су наручили 324 примерка.
По коначном споразуму, Велика Британија и Западна Немачка су одређенe са појединачним учешћем у програму са по 42,5%, а преосталих 15% је припало Италији. Та подела производног дела била је резултат међународног политичког преговарања. Предњи део трупа авиона, реп и монтажа, припали су британској фирми BAE. Централни део трупа немачком MBB, а крило италијанској фирми Аериталија. По сличном принципу расподељене су обавезе и за мотор, авионску опрему и све остале активности. Посебна мултинационална компанија, Турбо-унион, формирана је у јуну 1970. године за развој и производњу мотора RB199, са сличном поделом активности и обавеза, 40% Ролс Ројс, 40% MTU, а 20% Фијат.
На крају процеса пројектовања, у мају 1970. године, актуелни концепти су сведени на два пројекта: Панавија 100 једносед, који је заговарала Западна Немачка и Панавија 200 двосед, који су заговарали Британци. Овај концепт је преовладао и он је прерастао у Панавија торнадо. Пројекат Панавија торнадо двоседа (Панавија 200), усвојиле су три владе и потписале су о томе споразум у септембру 1971. године. Авион је био намењен искључиво да служи за подршку у ниском лету и у тој улози је требало да представља претњу совјетској противваздухопловној одбрани. Британци су најавили „да ће две трећине предње одбрамбене линије бити попуњено само овим типом авиона“.

### Прототипови и испитивање
Развијено је и произведено десет прототипова авиона Торнадо IDS и ECR; четири у BAE (Вортон, Британија), четири у MBB (Немачка) и два у Аленији (Италија). Први прототип је полетео 14. августа 1974. године, у Западној Немачкој. Пилот Павле Милет је изјавио: „руковање авионом је било сјајно ... стварни лет се одвијао толико глатко да сам се питао да ли је ово још једна симулација“. Резултати испитивања у лету, указали су на потребу мањих модификација. Поремећаји протока ваздуха су захтевали да се коригује облик уводника и напајање мотора. Смањена је појава „бафетинга“ на надзвучним брзинама. Испитивања су показала недостатке у управљању носним точком, услед грешака у конструкцији. Било је неопходно и да се поништи дестабилизујући ефекат, произведен постављањем режима обрнутог потиска при заустављању авиона, после слетања. Два прототипа су изгубљени у несрећама, трећи је озбиљно оштећен грешком пилота, који је индуковао краткопериодичне уздужне осцилације авиона. У августу 1976. године, откривено је да совјетска шпијунажа покушава прибавити информације о авиону.
Како је на „торнаду“ примењена релативно нова технологија за електричне команде лета, значајно је повећана анвелопа лета авиона. Неколико авиона је употребљено за развој и доказ валидности концепта тога система. У касним седамдесетим годинама прошлог века, BAE је развио тај систем на демонстратору тих технологија, на авиону „Јагуар fly-by-wire“. „Јагуар“, демонстратор нових технологија, био је опремљеним дигиталним командама лета потпуног ауторитета, развијан је постепеним модификацијама у циљу доказа способности система да надокнади све аеродинамичке и динамичке неправилности. Такође, MBB је то доказао у лету, на преправљеном авиону демонстратору, F-104G старфајтеру, који је на сличан начин надокнадио нестабилност путем дигиталног система команди лета. Искуство из оба програма је искоришћено на „торнаду“, а касније у већој мери и на Јурофајтеру тајфуну.

### Производња
Уговор за производњу авиона је потписан 29. јула 1976. године. Поред десет прототипова, спроведена је индустријализација производње, са шест предсеријских авиона „торнадо“. Први авиони су испоручени британском ваздухопловству и Луфтвафе 5. и 6. јуна 1979. године. Италијанском ваздухопловству је испоручен први „торнадо“, 25. септембра 1981. године. Све три нације су 29. јануара 1981. године, званично организовале обуку на „торнаду“, у Великој Британији. Та заједничка обука је трајала све до 31. марта 1999. године. Јубиларни, 500. „торнадо“ је произведен и достављен Западној Немачкој, 19. децембра 1987. године.
Тражени су купци „торнада“, након што је Западна Немачка повукла своје приговоре на извоз. Саудијска Арабија је остала једини купац.
Споразум за куповину „торнада“, био је део контроверзног договора између британског „BAE“ и Саудијске владе. Тим договором је била повећана куповина авиона и опреме, у укупној вредности од 250 милиона фунти, у касним осамдесетим годинама прошлог века, али је отказана 1990. године, због тешкоћа финансирања.
Током седамдесетих година прошлог века, Аустралија је разматрала придруживање програму MRCA, ради замене својих застарелих авиона Мираж III. Коначно су изабрали F/A-18 Хорнет, за ту намену. Слично се определила и Канада.
Јапан је разматрао увођење „торнада“, у конкуренцији са F-16 Фајтинг фалкон и F/A-18 хорнет, у 1980. години, пре него што је изабрао властити F-2 мицубиши, развијен и произведен на основу F-16. Током деведесетих година, Тајван и Јужна Кореја су показали интерес за набавку одређеног броја авиона Панавија торнадо. Аустралији је поново била предложена варијанта Торнадо ECR, са већом способности за електронско ратовање, 2001. године.
Производња је трајала све до краја 1998. године. Последња серија авиона је произведена за Саудијско ваздухопловство, за испуњење обавеза за укупну поруџбину од 96 примерака. У јуну 2011. године, саопштено је да су британски авиони „торнадо“ укупно налетели преко милион сати. Панавија конзорцијум је укупно произвео 992 серијска авиона „торнадо“ (свих варијанти), што сврстава овај програм у један од најуспешнијих, после рата. У 2008. години, часопис енгл. Air Forces Monthly је објавио: „у току више од четврт века, у западној Европи је најважнији војни авион „торнадо““.
| Финална производња авиона Торнадо IDS и ECR, код три произвођача | Финална производња авиона Торнадо IDS и ECR, код три произвођача | Финална производња авиона Торнадо IDS и ECR, код три произвођача | Финална производња авиона Торнадо IDS и ECR, код три произвођача | Финална производња авиона Торнадо IDS и ECR, код три произвођача | Финална производња авиона Торнадо IDS и ECR, код три произвођача | Финална производња авиона Торнадо IDS и ECR, код три произвођача | Финална производња авиона Торнадо IDS и ECR, код три произвођача | Финална производња авиона Торнадо IDS и ECR, код три произвођача | Финална производња авиона Торнадо IDS и ECR, код три произвођача |
| |                                                                  |                                                                  |                                                                  |                                                                  |                                                                  | Аериталија                                                       | Аериталија                                                       | Аериталија                                                       | {\displaystyle \sum _{1976.}^{2002.}}                            |
| Варијанта | Број                                                             | Период                                                           | Варијанта                                                        | Број                                                             | Период                                                           | Варијанта                                                        | Број                                                             | Период                                                           | {\displaystyle \sum _{1976.}^{2002.}}                            |
| --- | ---------------------------------------------------------------- | ---------------------------------------------------------------- | ---------------------------------------------------------------- | ---------------------------------------------------------------- | ---------------------------------------------------------------- | ---------------------------------------------------------------- | ---------------------------------------------------------------- | ---------------------------------------------------------------- | ---------------------------------------------------------------- |
| Прототипови | 4                                                                | март 1973—1976.                                                  | Прототипови                                                      | 4                                                                | 1974—1977.                                                       | Прототипови                                                      | 2                                                                | 1975—1975.                                                       | 10                                                               |
| Предсерија | 3*                                                               | 1976—1978.                                                       | Предсерија                                                       | 2*                                                               | 1977—1978.                                                       | Предсерија                                                       | 1                                                                | 1977—1978.                                                       | 6                                                                |
| Торнадо GR.1 | 228                                                              | 1978—1985.                                                       | Торнадо IDS                                                      | 322                                                              | 1979—1990.                                                       | Торнадо IDS                                                      | 99                                                               | 1981—1990.                                                       | 649                                                              |
| Торнадо GR.1A | 16**                                                             | 1985—1989.                                                       | Торнадо ECR                                                      | 35                                                               | 1990.- јануар 1992.                                              | Торнадо ECR                                                      | 16**                                                             | 1992—1994.                                                       | 35 + 32**                                                        |
| Торнадо GR.1A | 14                                                               | 1989—1993.                                                       |                                                                  |                                                                  |                                                                  |                                                                  |                                                                  |                                                                  | 14                                                               |
| Торнадо IDS*** | 48                                                               | 1986—1993.                                                       |                                                                  |                                                                  |                                                                  |                                                                  |                                                                  |                                                                  | 48                                                               |
| Торнадо IDS*** | 48                                                               | 1993—1999.                                                       |                                                                  |                                                                  |                                                                  |                                                                  |                                                                  |                                                                  | 48                                                               |
| Торнадо GR.4/4A | 142**                                                            | 1997—2002.                                                       |                                                                  |                                                                  |                                                                  |                                                                  |                                                                  |                                                                  | 142**                                                            |
| {\displaystyle \sum _{1976.}^{2002.}} | 345                                                              | 345                                                              | 363                                                              | 363                                                              | 363                                                              | 102                                                              | 102                                                              | 102                                                              | 810 + 174**                                                      |
| * Касније су надограђени до серијског стандарда производње. ** Није нова производња, већ је извршена конверзија постојећих, Торнадо IDS (GR.1). *** За испоруку Саудијској Арабији. |                                                                  |                                                                  |                                                                  |                                                                  |                                                                  |                                                                  |                                                                  |                                                                  |                                                                  |

| Серијска производња по партијама, свих варијанти авиона „торнадо“ (и Торнадо ), до 11. децембра 2011. године. | Серијска производња по партијама, свих варијанти авиона „торнадо“ (и Торнадо ), до 11. децембра 2011. године. | Серијска производња по партијама, свих варијанти авиона „торнадо“ (и Торнадо ), до 11. децембра 2011. године. | Серијска производња по партијама, свих варијанти авиона „торнадо“ (и Торнадо ), до 11. децембра 2011. године. | Серијска производња по партијама, свих варијанти авиона „торнадо“ (и Торнадо ), до 11. децембра 2011. године. | Серијска производња по партијама, свих варијанти авиона „торнадо“ (и Торнадо ), до 11. децембра 2011. године. | Серијска производња по партијама, свих варијанти авиона „торнадо“ (и Торнадо ), до 11. децембра 2011. године. | Серијска производња по партијама, свих варијанти авиона „торнадо“ (и Торнадо ), до 11. децембра 2011. године. | Серијска производња по партијама, свих варијанти авиона „торнадо“ (и Торнадо ), до 11. децембра 2011. године. | Серијска производња по партијама, свих варијанти авиона „торнадо“ (и Торнадо ), до 11. децембра 2011. године. | Серијска производња по партијама, свих варијанти авиона „торнадо“ (и Торнадо ), до 11. децембра 2011. године. |
| Корисник | Партија 1 | Партија 2 | Партија 3 | Партија 4 | Партија 5 | Партија 6 | Партија 7 | Партија 8 | Партија 9 | Укупно |
| --- | --- | --- | --- | --- | --- | --- | --- | --- | --- | --- |
| Уједињено Краљевство                                                                                          | 23 | 55 | 68 | 80 | 54 | 68 | 67 | | | 415 |
| Западна Немачка                                                                                               | 17 | 40 | 68 | 64 | 70 | 63 | 35 | | | 357 |
| Италија | | 15 | 28 | 27 | 29 | | | | | 99 + 1* |
| Саудијска Арабија                                                                                             | | | | | 20 | 24 | 28 | | 48 | 120 |
| Укупно | 40 | 110 | 164 | 171 | 173 | 155 | 130 | 0 | 48 | 991 + 1* |

* Касније је прототип надограђен до серијског стандарда производње.

## Конструкција

### Опште
Панавија торнадо је вишенаменски, двомоторни авион. Пројектован је да на малој висини продире изнад брањене непријатељске територије. Током Хладног рата, била му је предвиђена намена да дејствује конвенционалним и нуклеарним убојним средствима, у случају инвазије снага земаља Варшавског пакта. Захтеви су произашли из те намене, што је предодредило неколико кључних карактеристика пројекта. Променљива геометрија крила (механичка измена угла стреле), омогућава му минимални отпор у екстремно ниском лету, при већем распону брзине, изнад добро брањене непријатељске територије, што му је био основни почетни захтев. Напредна навигација, рачунарска подршка, аутоматизован систем за праћење конфигурације терена, укључујући и систем електричних команди лета, у великој мери смањују оптерећење пилота у току лета на малој висини и олакшавају управљање авионом. За дугачке мисије бомбардовања, са великим радијусом лета, „торнадо“ поседује увлачећу сонду за пуњење горива у ваздуху. Гориво у лету може да прими од авиона цистерне, а и од другог, пријатељског „торнада“ (из његовог подтрупног резервоара).
Као вишенаменски авион, „торнадо“ је способан да реализује и друге задатке. Различите намене се реализују авионима развијеним у разним варијантама, насталим из основног Торнада IDS. Оне су појединачно дограђене за одређену примарну намену, као што су извиђање, поморско патролирање, електронско ратовање и пресретање бомбардера. Најобимније измене основног пројекта „торнада“, направљене су за добијање варијанте Торнада ADV, који је наоружан ракетама ваздух-ваздух, дугог домета, за пресретачке задатке.
Корисници „торнада“ су одлучили да предузму различите мере надоградње програма, да им продуже „живот“, то јест да их задрже у својој оперативној употреби, у завидном временском периоду. Британско ваздухопловство и Саудијска Арабија су унапредили своје авионе „торнадо“, на стандард GR4, значајним повећањем борбене ефикасности. Немци су, на својим авионима, периодично надограђивали опрему и софтвер. Кроз репројектовање и надоградњу, „торнаду“ се продужава активна оперативна употреба све до 2025. године. То је дужина „животног века“ од око 50 година, од првог лета његовог прототипа.

### Структура
На трупу су изведени многобројни отвори са поклопцима, због обезбеђења приступа опреми и системима, ради потребног одржавања истих. Централни део трупа је кутијасте конструкције, од титана, произведен електронским варењем. Ова кутијаста структура прихвата шарнирне окове крила и њихова велика оптерећења.
Крило, „торнада“ нема класична крилца. Њихова се функција обезбеђује диференцијалним отклањањем хоризонталног репа, позната под називом „тајлерони“. Стварање обртног момента око уздужне осе авиона је подржано и радом спојлера на крилима. На вертикалном репу је крмило, а испред њега, на горњаци трупа су две паралелне плоче, аеродинамичких кочница.
За мале брзине, као што је режим лета у полетању и слетању, угао стреле крила је постављен на вредност од 25 степени. То је аеродинамичка конфигурација за велики узгон и велику покретљивост. На овом углу стреле крила, у функцији су уређаји за хиперузгон, отклоњена су преткрилца и отклоњена су закрилца, на средњи положај. Отвор трупа, у коме се помера корени део крила, при промени угла стреле, остаје затворен еластичном спојницом (текстилном кесом).
Структура авиона „торнадо“ је метална, од легуре алуминијума, челика и титана. Интегрално фрезовање је коришћена технологија израде делова и подсклопова.

### Крило са променљивим углом стреле
Да би „торнадо“, добро обављао задатке ваздух-земља (у ниском лету) и ваздух-ваздух (при надзвучним брзинама на висини), неопходно је да поседује адаптивно крило, за те противречне аеродинамичке услове. За надзвучне брзине одговара делта крило, као узгонска аеродинамичка површина, али та аеродинамичка шема није ефикасна при малим брзинама, где више одговара правоугаоно крило. Да би на „торнаду“ крило било ефикасно, у обе области висина и брзина лета, изабрана је променљива геометрија (мења се угао стреле).

Ниво закретања крила, за угао стреле (па и угла крила у односу на труп, гледано у хоризонталној равни), може се мењати у лету на команду пилота. Изабрани угао стреле крила „торнада“ може бити било који, у оквиру распона између 25 и 67 степени, али треба бити одговарајући тренутном опсегу брзине лета. На Торнаду ADV, за ваздухопловство Саудијске Арабије, то се изводи аутоматски, системом аутоматског управљања промене угла стреле крила, чиме се смањује оптерећење пилота. Крило се обично ручно поставља у три основна положаја (25, 45, 67 степени), али се може и континуално подешавати. Изузетак је код британског GR.4, када се под њим подвешавају резервоари горива. У том случају, највећи угао стреле је кинематски ограничен на 65 степени. Када је крило закренуто уназад, његова чеона, пројектна површина се смањује, па се смањује и чеони отпор. Тада се поготово смањује таласни отпор, са порастом угла стреле. 
То омогућава постизање веће брзине лета авиона истим потиском мотора. Поткрилни носачи за оружје кинематски увек остају у правцу лета, без обзира на успостављени угао стреле крила (види анимацију на слици десно).
У развоју „торнада“, посвећена је посебна пажња за обезбеђење кратке стазе за полетање и слетање. Немачка је нарочито била задовољна тим аспектом пројекта. За краће полетање и слетање, „торнадо“ користи најмањи угао стреле крила, од 25 степени, са извученим закрилцима и отклоњеним преткрилцима. У тој конфигурацији може остварити минималну брзину лета. Та одлика, у комбинацији са обрнутим смером потиска мотора (реверсом), при слетању, даје „торнаду“ одличне карактеристике за коришћење кратких стаза за полетање и слетање.
Цену аеродинамичког корисног решења, променљивог угла стреле крила, представља велика механичка и производна сложеност и последични прираст масе авиона. У пројектовању авиона је често присутан феномен супротних услова које је тешко ускладити прављењем компромиса. То је најчешће случај са контролом пораста масе, при пројектовању авиона. Типични примери су решења вертикалног полетања авиона и променљивог угла стреле крила (последично се мења геометрија крила). Оба концепта су потенцијално примењива за испуњење услова малих стаза полетања и слетања. Оваква сложена решења, у принципу, увек повећавају масу авиона. За испуњење тражених перформанси, повећање масе захтева већи потисак мотора. Повећање потиска значи већи мотор, с већом потрошњом горива, што условљава и веће резервоаре. То је допунски прираст масе, због већег мотора и повећања количине горива. Ту почиње наведени феномен раста масе авиона (аналогија феномену грудве снега, када се котрља низ падину). Тај процес се компромисно зауставља и у случају избора променљиве геометрије крила. Без обзира, што тај пораст масе није заустављен на жељеном месту. У многим случајевима, стручњаци су проценили да је безболније решење за услове кратке стазе полетања и слетања, променљива стрела крила, у односу на решење вертикалног полетања. У току напретка у развоју борбених авиона 4. генерације и 5. генерације, донекле је промењен прилаз. Првенствено, зато што су отворене нове могућности за рачунарску и експерименталну оптимизацију решења аеродинамике авиона, без прављења штетних и тешко остварљивих компромиса.

### Погон
Британци су сматрали да је избор и развој Ролс-Ројсовог мотора од суштинског значаја за авион MRCA. Искључиво су били против усвајања и примене америчког.</ref> На основу тога опредељења, у септембру 1969. године, изабран је мотор Ролс-Ројс RB 199, за погон авиона MRCA. Предност овог мотора, у односу на избор америчког, била је лака могућност преноса технологија, између партнерских земаља. Мотор је развило и производило заједничко предузеће Турбо-унион. Програм је био одложен, уписом Ролс-Ројс-а у стечај. Суштина мултинационалног процеса сарадње, условила је очување сарадње и реализацију развоја и производње мотора RB 199. Позитивна одлука је донета 1971. године. Истраживање из суперсоничног путничког авиона Конкорд, допринела су развоју и коначном пројекту мотора RB 199.
У циљу обезбеђења жељених перформанси авиона, неколико посебности су реализовани на RB 199. Да би ефикасно радио, у широком спектру услова и брзине до Маховог броја = 2, RB 199, као и неки други мотори, користи усисник променљиве геометрије, за оптимизацију количине ваздуха.
| Карактеристике мотора RB 199                           | Карактеристике мотора RB 199 | Карактеристике мотора RB 199 | Карактеристике мотора RB 199 |
| Параметри                                              | Mk.101                       | Mk.103                       | Mk.104                       |
| ------------------------------------------------------ | ---------------------------- | ---------------------------- | ---------------------------- |
| Максимални потисак без допунског сагорева:             | 38,7 kN                      | 40,5 kN                      | 40,5 kN                      |
| Максимални потисак са допунским сагоревањем:           | 66,0 kN                      | 71,2 kN                      | 73,0 kN                      |
| Проток ваздуха:                                        | —                            | 72,6 kg/s                    | 72,6 kg/s                    |
| Однос двопроточности:                                  | —                            | 1,08:1                       | 1,08:1                       |
| Компресија:                                            | —                            | 23,5                         | —                            |
| Специфична потрошња горива: (без допунског сагоревања) | —                            | 25,38 mg/Ns                  | 25,38 mg/Ns                  |
| Дужина:                                                | 3,25 m                       | 3,25 m                       | 3,61 m                       |
| Улазни пречник:                                        | 72 cm                        | 72 cm                        | 72 cm                        |
| Тежина:                                                | —                            | 915 kg                       | 975 kg                       |
| Највећи пречник:                                       | 87 cm                        | 87 cm                        | 87 cm                        |

Мотор RB 199 је опремљен системом за промену смера потиска (реверс), чиме се значајно смањује дужина „трчања“ авиона, при слетању, после додира тла точковима стајних органа. То је прилично редак случај, за борбене авионе, пошто авион све време носи „мртву“ масу тога уређаја, који се користи само у веома краткој, последњој фази лета. Да би се у потпуности стабилизовао „реверс“ потиска, током слетања, пригушивач по правцу је повезан са системом за управљање точком носне ноге, чиме се побољшава стабилизација правца авиона при „трчању“. Систем за промену смера потиска, на мотору RB 199 (реверс), приказан је на слици десно.
У августу 1974. године, био је први оперативни лет мотора RB 199, на прототипу „торнада“. Завршена су квалификациона испитивање мотора, крајем 1978. године. Финални производни стандард мотора је дефинисан као поуздан, са траженим перформансама, мада су трошкови развоја били већи од предвиђених. Делимични разлог је и због захтеваних амбициозних његових перформанси. У време увођења „торнада“ у оперативну употребу, турбинске лопатице мотора су имале краћи животни век, од жељеног, ово је накнадно исправљено применом ревизије пројекта почетног стандарда. Унапређени мотори су развијени и примењени на Торнаду ADV и на немачким Торнаду ECR.
RB 199 је пројектован да обезбеди респективне перформансе „торнаду“. У циљу задовољавања различитих захтева произашлих из његове вишенаменске улоге, посебно у захтевима екстремно ниског лета; авион је пројектован са три вратила, са уређајем допунског сагоревања и „реверсом“ потиска, по потреби. Систем дигиталног управљања (енгл. Digital Engine Control Unit) (DECU), смањује обим посла пилоту, током извршавања задатка и подржавао је чињеницу да је RB 199 био врло модеран борбени мотор, са значајним потенцијалом даљег развоја. Модуларна конструкција, омогућава му да се оштећени делови мењају у оквиру минимално утрошеног времена за рад, чиме се обезбеђује већа расположивост корисне употребе авиона. Његова поузданост је без преседана. То је доказао у различитим условима оперативне употребе, а посебно у борби.
Примена мотора у разним стандардима
- RB199 Mk 101, на авиону Торнадо IDS
- RB199 Mk 103, на авиону Торнадо IDS
- RB199 Mk 104, на авиону Торнадо ADV (F.3)

### Опрема
„Торнадова“ кабина је са тандем седиштима, чланови посаде пилот и навигатор су смештени један иза другог. Обе кабине су опремљене британским избацивим седиштем Мартин Бакер Мк.10, за спасавање пилота у свим условима лета, па чак и када авион мирује на „стајанки“. То су услови нулте висине и брзине лета (енгл. zero-zero). Ово се седиште користи на великом броју авиона, између осталих и на G-4 супер галебу.
Оба члана посаде користе електромеханичке и оптоелектронске команде са системима авиона. Кабина садржи низ показивача и прекидача, постављених на инструменталној табли и на бочним пултовима. Конвенционалног је изгледа, са централном палицом команди лета и бочном ручицом „гаса“ мотора, (са леве стране).  систем је развио „торнадов“ напредни радарски вишенаменски приказивач TARDIS, величине 32,5 cm. У задњој кабини је приказ географске карте. Британско ваздухопловство је почело уградњу система TARDIS, на авионе GR4, у 2004. години.
Команде лета авиона „торнадо“ су хибридне. Основне су троструке, аналогне, електричне команде лета, са системом за побољшање стабилности (CSAS), интегрисане са дигиталним аутопилотом. Поред тога, задржане су механичке команде лета, као резерва поузданости, у случају могућег неуспеха електричних. Да би се повећао осећај пилота, о извршеној команди, уграђен је „вештачки осећај“ (симулатор силе реакције) команди лета, повезан на командну палицу, уграђену у равни симетрије авиона. Због променљиве геометрије крила (промене угла стреле) „торнада“, драстично се мења његова конфигурација, па и аеродинамика и распоред маса. Систем команди лета се аутоматски адаптира у функцији те промене, с променом закона управљања. Велики избор наоружања и другог терета на спољним носачима, такође изазива промену равнотеже и динамике авиона у лету, што исто рутински компензује систем команди лета.
„Торнадо“ садржи комбиновани нападно-навигациони, доплерски радар, који истовремено скенира циљеве и потпуно аутоматизовано води праћење конфигурације терена авиона, у ниском лету, у свим временским условима. То се сматра једним од централних предности Панавија торнада. Панавија торнадо ADV има радарски систем у другом стандарду под називом AI.24 фоксхантер, за откривање непријатељских радара, у склопу противваздухопловне одбране, од које му прети опасност. Овај радар је у стању да континуално и истовремено прати до 20 циљева, на удаљености до 160 km. Торнадо је био један од најранијих авиона опремљених дигиталном магистралом преноса података MIL-STD-1553 или MIL-STD-1553B. Слој везе 16 JTIDS, интегрисане су на варијанти Торнадо ADV F-3, омогућујући размену радарских и других сензорских информација са оближњим пријатељским авионом.
Неке варијанте „торнада“ поседују различиту авионску опрему, у зависности од њихове намене. Торнадо ECR је намењен за одбрану и сузбијање непријатељске детекције и ометања, користе их Немачка и Италија. Торнадо ECR је опремљен системом емисионог локатора (ELS), за уочавање непријатељске употребе радара. Немачки ECR имају Ханивелов инфрацрвени систем преноса слике, у функцији извиђачких задатака. Британски и саудијски „торнадо“ имају ласерски даљиномер, претраживач и означивач циља (LRMTS), за коришћење ласерски вођеног оружја. У 1991. години, Британци су увели TIALD, омогућавајући Торнаду GR1 да ласерски одреди своје циљеве.
Авиони GR1A и GR4A су опремљени инфрацрвеним извиђачким системом (енгл. Tornado Infra-Red Reconnaissance System) TIRRS. Који се састоји од једног SLIR (енгл. Sideways Looking Infra Red) сензора (инфрацрвене камере), са обе стране трупа испред усисника за узимање оштрих слика, и једног сензора IRLS (енгл. Infra-Red LineScan), постављеног на доњој страни трупа. Линијским скенирањем добијају се вертикалне слике. TIRRS шаље слике на шест S-VHS видео-касета. Новији систем за извиђање „торнада“ из ваздуха RAPTOR (енгл. Reconnaissance Airborne Pod TORnado), заменио је ранији TIRRS.

### Механички системи и пасивна заштита
Унутрашњи интегрални резервоари за гориво су у трупу и крилу, а код британског „торнада“ је искоришћен и кесонски простор између рамењача вертикалног стабилизатора, за смештај горива. На спољним носачима, под крилом и трупом, постоје могућности подвешавања до четири резервоара. Ови спољни резервоари садрже 1.500 литара (1.200 kg) и 2.250 литара (око 1.800 kg) горива. Постоји и могућност досипања горива у лету, преко сонде на десној страни предњег дела трупа. Овај систем за досипање горива у лету поседује варијанта авиона Торнадо F.3.
Хидраулички систем је удвојен, а ради са притиском од 210 бара. Сваки од два паралелна система напаја засебна хидро пумпа, уграђена на сваком од мотора. Удвостручени су и електрични генератори, који пуне батерије способне да подрже рад електрично погоњене хидро пумпе, за резервни хидраулички систем. Истрајност напајања ове пумпе из батерија, за одржавање притиска у резервом хидро систему је у трајању до 13 минута, после отказа и генератора електричне енергије. Оваквом „резервацијом“ поузданости система, побољшана је укупна безбедност авиона и погодност одржавања, свих потрошача хидро енергије.
У циљу побољшања преживљавања у борби, „торнадо“ је опремљен и системом пасивних противмера. Поседује инфрацрвене (IR) (енгл. Infrared) мамце (бакље) и станиолске листиће у „патронима“ (диполи). Ови диполи, за обе заштите, лансирају се по потреби, из унутрашњих контејнера авиона, а допунски могу бити умножени и у спољним, поткаченим испод крила. Активни, електронски систем за ометање је интегрисан у контејнеру, подвешеном под крило.

## Варијанте

### Торнадо IDS
Торнадо IDS (енгл. Interdiction Strike) је основна верзија, намењена за подршку. Прва специфична намена и борбена ефикасност, развијена од основне верзије IDS, настала је увођењем софтверске надоградње са ASSTA 1 (енгл. Avionics System Software Tornado in Ada). У Уједињеном Краљевству ова варијанта је првобитно одређена стандардом Торнадо , а накнадим изменама су настале варијанте осталих пројеката: Торнадо , Торнадо , Торнадо GR.4 и Торнадо GR.4A. Модификације су настале на стандардним искуствима у нуклеарном оружју, обнављањем рачунара и његовог софтвера, на нове стандарде MIL-STD 1553/1760 и Ада према MIL-STD 1815.
Торнадо GR1
Британска варијанта Торнадо GR1, касније је модификована у Торнадо , Торнадо , Торнадо  и Торнадо GR4A. Први, од укупно 228 примерака, Торнадо GR1 је испоручен 5. јуна 1979. године, а уведен је у оперативну употребу у раним осамдесетим годинама прошлог века.
Торнадо 
Торнадо GR1B је специјализован за противбродску борбу, настао је од варијанте GR1. Укупно је 26 примерака конвертовано у ову варијанту. Сваки авион је опремљен да носи до четири противбродске ракете Си игл. Први Торнадо GR1B је радарски полуактивно водио ракету, уместо да се иста ослања на своју аутономију, за погађање циља. Касније су направљене исправке, вођења ракета на циљ. Радарско „храњење“ ракета подацима o циљу, премештено је са авиона на саму ракету.
Торнадо 
Министарство одбране Велике Британије започело је студију, 1984. године, за унапређење варијанте GR1. Унапређење је изведено у духу захтева за извршавање задатака на средњим висинама лета. Ажурирана верзија, у нови стандард, означена је са GR4, према одлуци 1994. године. Тај стандард карактерише побољшана способност на средњим висинама лета, на основу стеченог искуства из учинка GR1 у Заливском рату, 1991. године. Остварен је тактички ловац-бомбардер, за замену његовог претходника Торнада GR1 и старијих авиона „јагуар“, у оперативној употреби. BAE систем је конвертовао 142 примерака Торнадо GR1 на стандард GR4, почевши од 1996. године, а завршио је тај посао 2003. Планирано је да надограђени авиони остану у оперативној употреби до 2025. године.
Модернизација обухвата уградњу нових мотора, модерног пакета радио и електронске опреме, укључујући и контејнер са ласерским означивачем, са ласерским системом навођења, пројектован за аутономно управљање оружјем. На авиону је модернизован и систем за приказ информација на визиру кациге пилота, са сензора FLIR, у комбинацији са системом за ноћно осматрање. Програм је укључивао напредак у системима „стелт“ технологије и авионске опреме. У ласерско-инерцијалним навигационим системом интегрисан је GPS. Уведен је систем за дигитално мапирање терена. Уведена је дигитална магистрала података, која повезује нове системе и у потпуности интегрише побољшани авионски одбрамбени пакет. Преко магистрале података за наоружање управља се оружјем. Магистрала података је отворене конфигурације за прихват новог оружја, кроз систем управљања ракетама и кроз остале програмске јединице.
Први лет прототипа је одржан 29. маја 1993. године. Испорука првих авиона, почела је у октобру 1997. године.
Торнадо 
GR1A је извиђачка варијанта коју користи британско и саудијско ваздухопловство. Опремљен је инфрацрвеним системом за извиђање (TIRRS), смештеном у контејнеру уместо једног топа. Британци су обезбедили 30 примерака авиона у стандарду GR1A, тако што је 14 конвертовано од GR1 и 16 је од почетка, директно, произведено. Када је Торнадо GR1 надограђен у стандард GR4, тада су и авиони GR1A конвертовани на стандард GR4A. Прелазак са мале и средње на веће висине лета, за извршавање борбених задатака, подразумева да систем TIRRS, уграђен у контури авиона, више није био потребан. Како су авиону GR4A измештени унутрашњи сензори у спољни контејнер, британски пук за тактичко извиђање, по потреби извршава тим авионима исте задатке као и стандардом GR4. Торнадо GR4A је задржао све карактеристике, које има и изворна варијанта GR4.

### Торнадо
За добијање Торнада ECR, такође је била основица варијанта авиона за подршку, Торнадо IDS. Варијанта Торнада ECR се сматра добрим решењем за тактичке извиђачке задатке, за дужи временски рок. У оперативној је употреби у немачком и италијанском ратном ваздухопловству, за ефикасно откривање радара непријатељске противваздухопловне одбране и прикупљање потребних података за ефикасно уништење тих система.
Компанија Тексас инструментс је развила модификацију система за прецизно одређивање извора зрачења (ELS), смештеног у споју крила и трупа (види слику десно). Електронски подаци, детекције зрачења радара непријатеља, спроводе се у рачунар, где се анализирају, врши се њихова класификација, одређују се координате положаја извора и коначно се шаљу те информације на приказивач у задњој кабини. Поред основне опреме, модификацијом је интегрисан и подвесни контејнер, са одговарајућом опремом за прикупљање извиђачких и обавештајних података.
Торнадо ECR је добио и широкоугаону инфрацрвену (IR) (енгл. Infrared) камеру, за ноћно снимање, уграђену на покретну платформу. Овај систем се првенствено користи за ноћно летење на малим висинама, или по лошем времену. Слика са камере се преноси на горњи приказивач на ветробранском стаклу пилота, или на екране у предњој и задњој кабини.
Торнада ECR носи противрадарске ракете AGM-88 HARM, до две испод трупа и до две испод крила. Теоретски је могуће да носи и ракете ваздух-земља AGM-65 Маверик, али се у пракси ова опција није усталила.
Први примерак модификованог авиона је испоручен на оперативну употребу 21. маја 1990. године. Намењен је за неутралисање противваздухопловне одбране непријатеља. Луфтвафи је испоручено 35 нових авиона ECR, док је Италија, у тај стандард, конвертовала 16 примерака варијанте IDS. Италијански Торнадо ECR се разликује од немачког, јер нема уграђену извиђачку опрему и могућност коришћења извиђачког контејнера. Такође, Луфтвафине Торнадо ECR погоне мотори RB199 Mk.104, који имају нешто већи потисак и они не носе топове.
Модернизација опреме Торнада ECR, према стандарду ASSTA-3, је реализована на укупно 85 авиона. Са софтверске стране, преостали Торнадо  и Торнадо ECR у модификованом стандарду су идентични. У погледу хардвера, ипак постоји разлика, пошто су са ECR скинути топови, иако је зацртано правило да се сви ови авиони користе за све оперативне намене.
У јулу 1968. године, Уједињено Краљевство, Немачка и Италија су потписали уговор за развој ловца-бомбардера, према стандарду Торнадо IDS, за своја ваздухопловства и морнарице. Великој Британији је био потребан и пресретач са великом аутономијом лета, па су исте године приступили истраживању могућности развоја такве варијанте авиона, на основу пројекта Торнада .
На основу тога истраживања и развоја, добијена је пресретачка варијанта Торнадо ADV (под ознаком Торнадо F2 или F3). Ова варијанта је развијена за британско ваздухопловство, а касније се почела користити у Саудијској Арабији и у Италији. Британско ваздухопловство је поручило 173 авиона Торнадо ADV (укључујући и 52 са командама лета и у другој кабини), Саудијска Арабија је набавила 24 примерка (укључујући и шест са командама лета и у другој кабини). Његова агилност је слабија од других, врхунских ловаца, попут F-15 игл. Њему то и није био недостатак, пошто му и није намена за превласт у ваздушном простору, већ је он ловац са великим долетом и временом остајања у ваздуху, за дејство против совјетских бомбардера, у периоду Хладног рата. Конкретна намена овог авиона је била: борбена патрола и пресретање совјетских, средњих бомбардера и извиђача Ту-22, Ту-22М и Су-24, за које се сматрало да представљају највећу претњу британском острву. Иако Торнадо ADV има 80% заједничких делова, са Торнадом IDS, са побољшаним моторима RB199 Mk.104, поседује веће убрзање, напреднији му је радар AI.24 фоксхантер, софтверски је дограђен, а продуженим трупом је добио већи капацитет унутрашњих резервоара за гориво. Уграђен му је само један топ и поседује систем са увлачећом сондом за пријем горива у лету.

### Надоградње
Британски авиони верзије GR1, модификовани су у GR4, закључно са 1990. годином. Надоградње на Торнаду GR4 укључују FLIR (енгл. Forward-Looking InfraRed), широко-угаони горњи приказивач (енгл. Heads-Up Display) HUD, побољшани кабински приказивач, повећање могућности ноћног визира (енгл. Night Vision Goggles), нову осталу опрему и пријемник глобалног позиционог система (енгл. Global Positioning System) (GPS). Надоградња олакшава интеграцију нових оружја и пратећих сензора, укључујући и крстареће ракете Сторм шадоу, противтенковске ракете Бримстон, ласерски вођене бомбе Павивеј III и интеграцију извиђачког контејнера са системом RAPTOR. Први лет Торнада GR4 је обављен 4. априла 1997. године. Ваздухопловство је примило прве авионе те варијанте, у оперативну употребу, 31. октобра 1997. године. Саудијско ваздухопловство је одлучило 2005. године, да се и њихови Торнадо IDS модификују на британски стандард GR4.
Почев од 2000. године, у немачке IDS и ECR, надоградњом је интегрисан софтвер ASSTA 1 (енгл. Avionics System Software Tornado in Ada). Софтвер ASSTA 1 укључује примену новог рачунара оружја, новог GPSа и ласерско-инерцијално навигационог система. Нови рачунар омогућује интеграцију HARM III, HARM 0 и IV/V, крстареће ракете Таурус, система за ласерско осветљавање циља и ласерски-вођених бомби Павивеј III GBU-24.
У британском извиђачком пуку, реализована је модернизација авиона према стандарду ASSTA 1, уз неопходно ожичење, измену приказивача у кабини и увођење новог извиђачког подвесног контејнера. У међувремену, сви авиони „торнадо“ у оперативној употреби, модернизовани су по стандарду ASSTA 1.
Надоградња авиона са софтвером ASSTA 2 је почела 2005. године. Састоји се од неколико нових дигиталних система и опреме. Надограђени су системи приказивача (енгл. Display System Upgrade) (DSU), у обе кабине, укључујући и интерфејс човек-машина (енгл. Human / machine interface) (HMI), уведен је нови пакет за електронску борбу ECM, са одбрамбеним подсистемом (енгл. Tornado Defensive Aids Subsystem) (TDASS) и подршка за крстареће ракете Таурус. Ове надоградње су спроведене само на 85 авиона (20 ECR и 65 IDS), пошто је „торнадо“ већ био у процесу замене са Јурофајтер тајфуном.
Надоградња авиона са софтвером ASSTA 3, започета је у 2008. години, а обезбеђује подршку за ласерско навођење оружја директно на циљ. Функције тога пакета на „торнаду“ се односе за све авионе варијанте Торнадо ECR.

## Наоружање
„Торнадо“ носи већину ваздухопловног наоружања, у оквиру НАТО стандарда, укључујући разне вођене бомбе, против-бродске и противрадарске ракете, као и специјализовано оружје попут нагазних мина и за дејство по полетно слетним стазама.
Вишегодишњу оперативну употребу „торнада“, пратиле су иновације и интеграције новог оружја. У оквиру тога, прилагођене су побољшане, вођене бомбе „Павивеј“ модерне крстареће ракете попут Тауруса и Cторм шадова. Ове надоградње су повећале могућности „торнаду“, ефикасност и прецизност дејства. Уместо застарелог наоружања и забрањених касетних бомби, Панавија торнадо сада користи навођене бомбе „Павивеј“ и модерне крстареће ракете Таурус и Cторм шадов.
Варијанта за подршку има ограничену могућност борбе ваздух-ваздух, са ракетама кратког домета AIM-9 сајдвиндер или AIM-132 ASRAAM. Ловац Торнадо ADV је додатно опремљен ракетама изван визуелног домета AAM попут Скајфлеш и АИМ-120 АМРААМ. Торнадо  је наоружан са два топа Маузер BK-27 од 27 mm, фиксно уграђеним испод трупа. За разлику од њега, Торнадо  је наоружан са само једним топом Маузер BK-27, специјално развијеним за ову породицу авиона, а користе се и на неколико других европских, као на Алфа џету, JAS 39 Грипену и Јурофајтер тајфуну.
„Торнадо“ је у стању да носи и користи и нуклеарно оружје. Британија је одлучила 1979. године, да прекине ношење нуклеарног оружја са подморницом. Одређено је да једна од алтернатива, као носач нуклеарног оружја, буде авион „торнадо“. У тој функцији, Велика Британија је стационирала неколико ескадрила „торнада“ у Немачкој, према Варшавском пакту са наменом њиховог одвраћања од агресије. Главни атомски ослонац, према совјетима, била је британска бомба WE.177, на „торнаду“. Ово оружје је повучено из оперативне употребе 1998. године. Немачки и италијански „торнадо“ су у стању да носе америчке нуклеарне бомбе US B61, које су им доступне преко војног савеза НАТО.

### Подвешавање наоружања споља
Основни стандард подвешавања, у бомбардерској конфигурацији „торнада“, обухвата резервоаре горива на два крилна носача и највише две ракете ваздух-ваздух, за самозаштиту у блиској борби. Додатно спољашње подвешавање је готово искључиво под трупом. Неки од спољашњих носача могу и да се адаптирају за специјализовано поткачињање.
Торнадо ADV, као пресретач, користи максимално до осам ракета ваздух-ваздух.
У зависности од задатака, „торнадо“ споља носи поред оружја и разне сензоре, у контејнерима.

#### Ракете ваздух-ваздух
- 2-4 (лансирна шина за сваку), 1 × ракета AIM-9L сајдвиндер, користи инфрацрвено навођење, кратког је домета
 ваздух-ваздух,  Италија,  Немачка и  Уједињено Краљевство

|                                                     |
| AIM-9L сајдвиндер                                   |
|                                                     |
| AIM-132 ASRAAM                                      |
|                                                     |
| AIM-120А AMRAAM                                     |
|                                                     |
| AGM-88 харм                                         |
|                                                     |
| Бримстон                                            |
|                                                     |
| Таурус                                              |
|                                                     |
| Сторм шадоу                                         |
|                                                     |
| Марк 82                                             |
|                                                     |
| Павивеј II GBU-12                                   |
|                                                     |
| Павивеј II GBU-16                                   |
|                                                     |
| Павевај III GBU-24A/B                               |
|                                                     |
| B61, нуклеарне бомбе у складишту                    |
|                                                     |
| Контејнер са системом за ласерско осветљавање циља. |

- 2-4 (лансирна шина за сваку), 1 × BAe AIM-132 ASRAAM (енгл. dvanced Short Range Air-to-Air Missile), користи инфрацрвено навођење, кратког је домета ваздух-ваздух,  Уједињено Краљевство
- 2 (лансирна шина за сваку), 1 × IRIS-T, користи инфрацрвено навођење, кратког је домета ваздух-ваздух,  Немачка
- 4 × Скајфлеш, полу-активна радарски вођена ракета ваздух-ваздух, средњег је домета,  Уједињено Краљевство,  Саудијска Арабија (само ADV варијанта)
- 4 × AIM-120А AMRAAM (енгл. Advanced Medium Range Air-to-Air Missile), полу-активна радарски вођена ракета ваздух-ваздух, средњег је домета,  Уједињено Краљевство (само ADV верзија)

#### Ракете ваздух-земља
- 4 (лансирна шина за сваку), 1 × AGM-88- HARM, против радарска ракета, за дејство против земаљских система противваздухопловне одбране непријатеља,  Немачка и  Италија
- 4 (лансирна шина за сваку), 1 × BAe ALARM, противрадарска ракета  Уједињено Краљевство  Саудијска Арабија
- 4 (лансирна шина за сваку), 1 × AS.34 корморан, противбродска ракета  Италија ( Немачка)
- 4 (лансирна шина за сваку), 1 × BAe Си игл, противбродска ракета  Саудијска Арабија ( Уједињено Краљевство)
- 4 (лансирна шина за 3), 3 × Бримстон, противтенковска ракета  Уједињено Краљевство
- 2 × Крстареће ракете Таурус  Немачка
- 2 × Крстареће ракете Сторм шадоу  Уједињено Краљевство  Италија ( Саудијска Арабија, још увек није интегрисано)

#### Бомбе са слободним падом
- 9 × Марк 82, бомбе од 250 kg  Италија  Немачка  Уједињено Краљевство
- 4 × BL755, касетне бомбе  Немачка[124]  Уједињено Краљевство)[125]
- 2 × 61, нуклеарна бомба  Немачка  Италија
- 2 × .177, нуклеарна бомба укинута је 1998. године  Уједињено Краљевство

#### Прецизније бомбе са слободним падом
- 4 × Павивеј II GBU-12, ласерски-вођена једрећа бомба 227 kg,  Уједињено Краљевство  Италија
- 4 × Павивеј II GBU-16, ласерски-вођена једрећа 454 kg,  Уједињено Краљевство  Италија
- 2 × Павивеј III GBU-24,  Немачка  Уједињено Краљевство  Саудијска Арабија
- 4 × JDAM,  Италија
- 4 × Ласерска бомба JDAM GBU-54, ласерски вођена бомба[126]  Немачка
- 2 × Павеваи II, побољшана бомба[127]  Уједињено Краљевство
- 2 × Павивеј IV ×  Уједињено Краљевство

#### Специфично оружје „торнада“
Немачки и италијански Торнадо IDS носе вишенаменско оружје MW-1 са малим бомбама и минама за употребу против циљева као што су полетно слетне стазе, авиони на земљи и оклопна возила. Британски пандан томе, који је такође достављен и Саудијској Арабији, је JP233. У томе оружју су оптимизиране мале бомбе и мине за дејство по полетно слетним стазама.
Оба система оружја су предмет Конференције у Ослу, за глобалну забрану касетне муниције.

#### Спољни контејнери
- 1 × контејнер ЛАЈТИНИНГ, систем са ласерским осветљењем циља,  Немачка
- 1 × контејнер TIALD, са термовизијском камером и ласерским осветљењем циља,  Уједињено Краљевство
- 1 × контејнер CLDP, са ласерским осветљењем циља,  Италија
- 1 × контејнер са системима за извиђање,  Италија  Немачка  Уједињено Краљевство
- 2 × контејнера, са светлећим бомбама CBLS 200,  Италија  Немачка  Уједињено Краљевство
- 2 × спољна резервоара за гориво, запремине по 1.500 литара
- 4 × спољна резервоара за гориво, запремине по 900 литара

#### Системи самозаштите, у спољним контејнерима
Активна самозаштита
- 1 × контејнер GEC-Маркони, са опремом за електронско ратовање  Уједињено Краљевство  Саудијска Арабија
- 1 × контејнер Селенија ALQ-234, са опремом за електронско ратовање  Италија
- 1 × контејнер Елта TSPJ, са опремом за ометање за сопствену заштиту  Немачка
- 1 × контејнер AEG телефункен, са опремом за електронско ратовање  Немачка

Пасивна самозаштита
- 2 × контејнера, са бацачем мамаца Бофорс BOZ-107  Немачка  Италија  Уједињено Краљевство
- 2 × контејнера, са бацачем мамаца Саб BOZ-EC  Немачка  Италија  Уједињено Краљевство  Саудијска Арабија

#### Коришћено наоружање по варијантама авиона „торнадо“
Унутрашње, стално наоружање авиона Торнадо IDS се састоји од два аутоматска топа Маузер BK 27, калибра од 27 mm, који имају каденцу између 1.000 и 1.700 граната у минути. Они се налазе бочно, испод предњег дела трупа авиона, а сваки има бојеви комплет од 180 граната (зелена боја, на слици десно).
Поседује до десет спољних везних тачака за ношење оружја и друге опреме. Под трупом има три линије са укупно седам везних тачака које се могу користити за лака оптерећења, а за тежа појединачна, четири или три. Под крилима има четири покретна носача (увек се закрећу у правцу лета) и две допунске лансирне шине, за ракете кратког домета, у склопу унутрашњих крилних носача (на њима су бочно). Подвесни носачи могу да прихвате разно оружје ваздух-тло, две ракете ваздух-ваздух (за самоодбрану), до четири спољна резервоара горива и различите врсте контејнера.
Унутрашње, стално наоружање авиона Торнадо ADV, састоји се од само једног топа Маузер BK 27, калибра од 27 mm, на десној страни испод предњег дела трупа авиона, са бојевим комплетом од 180 граната.
Изузев F.3, остале варијанте имају до десет носећих тачака. Четири од њих се налазе испод трупа, за ракете ваздух-ваздух, средњег и великог домета. Под крилом постоје само два носача (увек се постављају у правцу лета), али са укупно четири лансирне шине, за ракете ваздух-ваздух, у комбинацији. На свим спољним носачима авиона Торнадо ADV, могу се поставити само ракете ваздух-ваздух и до четири резервоара за гориво (два на унутрашњим испод крила и додатна два под трупом). Међутим, модификовани, верзије EF.3, може да носи и противрадарске ракете ALARM.
У наредним табелама је приказан асортиман подвешавања наоружања и контејнера за варијанте авиона Торнадо IDS / ECR и ADV, земаља корисника.
| Асортиман оружја по варијантама авиона Торнадо / | Асортиман оружја по варијантама авиона Торнадо / |
| Врста оружја | Тип оружја и корисници |
| --- | --- |
| Ракете ваздух-ваздух | |
| Ракете кратког домета | AIM-9L сајдвиндер Италија, Немачка, Уједињено Краљевство и Саудијска Арабија · AIM-132 ASRAAM Уједињено Краљевство · IRIS-T Немачка                      |
| Оружје ваздух-тло | |
| Противбродске ракете | AS.34 корморан Италија ( Немачка) · Си игл, Саудијска Арабија ( Уједињено Краљевство)                                                                    |
| Противрадарске ракете | AGM-88- HARM Немачка Италија · ALARM, Уједињено Краљевство Саудијска Арабија                                                                             |
| Противтенковске ракете | Бримстон Уједињено Краљевство |
| Крстареће ракете | Таурус Немачка · Сторм шадоу, Уједињено Краљевство Италија ( Саудијска Арабија                                                                           |
| Вођене бомбе | Павивеј II Уједињено Краљевство Италија · Павивеј III, Немачка Уједињено Краљевство Саудијска Арабија · Павивеј IV, Уједињено Краљевство · JDAM, Италија |
| Касетне бомбе | BL755 Уједињено Краљевство Немачка · MW-1, Италија Немачка · JP233, Уједињено Краљевство Саудијска Арабија                                               |
| Нуклеарне бомбе | B61 Немачка Италија · WE.177, Уједињено Краљевство |
| Спољни резервоари | |
| До четири спољна резервоара горива, од 2.250 литара. Доливање горива у лету до 1.136 литара, из централног подвесног резервоара под трупом, из другог „торнада“, или из авиона цистерне. | |
| Контејнери | |
| Обележивач циља | ЛАЈТИНИНГ Немачка Уједињено Краљевство · CLDP, Италија · TIALD, Уједињено Краљевство                                                                     |
| Системи за извиђање | RECCE Немачка Италија · RAFAEL рецелите, Немачка Италија · DJRP, Уједињено Краљевство · RAPTOR, Уједињено Краљевство                                     |
| Електронске противмере | Скај шадов Уједињено Краљевство Саудијска Арабија · TSPJ, Италија                                                                                        |
| Пасивна заштита | Бофорс BOZ-107 Немачка Италија Уједињено Краљевство · Саб BOZ-EC Немачка Италија Уједињено Краљевство                                                    |

| Асортиман оружја по варијантама авиона Торнадо | Асортиман оружја по варијантама авиона Торнадо                                                 |
| Врста оружја | Тип оружја и корисници                                                                         |
| --- | ---------------------------------------------------------------------------------------------- |
| Ракете ваздух-ваздух |                                                                                                |
| Ракете кратког домета | AIM-9L сајдвиндер Уједињено Краљевство Саудијска Арабија · AIM-132 ASRAAM Уједињено Краљевство |
| Ракете средњег домета | Скајфлеш Уједињено Краљевство Саудијска Арабија · AIM-120А AMRAAM Уједињено Краљевство         |
| Ракете ваздух-тло |                                                                                                |
| Противрадарске ракете | AGM-88- HARM Уједињено Краљевство                                                              |
| Спољни резервоари |                                                                                                |
| До четири спољна резервоара горива, од 2.250 литара. Доливање горива у лету до 1.136 литара, из централног подвесног резервоара под трупом, из другог „торнада“, или из авиона цистерне. |                                                                                                |

## Корисници
- Немачка је поседовала, у оперативној употреби, 121 авион Торнадо IDS и 31 Торнадо ECR,
 у децембру 2011. године.[134]
- Италија је поседовала, у оперативној употреби, 62 авиона Торнадо IDS и 16 Торнадо ,
 у децембру 2011. године.[135]
- Саудијска Арабија је поседовала, у оперативној употреби, 82 авиона Торнадо IDS, у децембру 2011. године.[136]
- Уједињено Краљевство је поседовала, у оперативној употреби, 125 авиона Торнадо IDS GR4 и GR4A,
 у децембру 2011. године.[137]

## Историја оперативне употребе

### Немачко ваздухопловство
Први прототип авиона „торнадо“, направио је свој први лет 14. августа 1974. године, у авиобази Манхинг, која је тада припадала Западној Немачкој. Испоруке авиона из производње, почела је 27. јула године. Укупан број испоручених „торнада“ у Луфтвафе је 247 примерака, укључујући 35 Торнадо . Са „торнадом“ је опремљено пет бомбардерских пукова, једна тактичка јединица променљиве намене и четири пука на линији раздвајања, два тадашња војна блока, где су раније били распоређени стари авиони F-104 старфајтери. Када је расформиран један, од два морнаричка пука, опремљена „торнадом“, 1994. године, његови су авиони распоређени у извиђачки пук Луфтвафе, који је раније био опремљен RF-4E фантомима.
Чак 15 немачких „торнада“ су имали борбене операције, у оквиру НАТО снага, током грађанског рата у Босни. То је било прво учешће Луфтвафе у борбеним операцијама после Другог светског рата. Авиони „торнадо“, који су полетали из базе Пјаченца у Италији, имали су извиђачке задатке. Извиђањем су прикупљали податке о учињеним ефектима дејства остале НАТО авијације по циљевима. Ове извиђачке мисије су наводно допринеле значајном побољшању дејства, по циљевима, као и њиховој селекцији.
Немачки и италијански авиони „торнадо“ су учествовали у операцији НАТО бомбардовања Савезне Републике Југославије, 1999. године. Торнадо ECR су пратили савезничке авионе током дејства на Савезну Републику Југославију, носећи противрадарске ракете AGM-88- HARM, да би неутралисали радаре и противваздухопловну одбрану Војске Југославије. Немачки Торнадо IDS су извиђали и идентификовали одбрамбене снаге на земљи и кретање цивилних избеглица.
У јуну 2007. године, пар Луфтвафиних авиона „торнадо“ су извршавали задатке извиђања, у Немачкој. Надлетали су демонстранте против глобализације, током 33. самита G8. Након мисије, немачко Министарство одбране је признало да један авион оштећен због мале надморске висине лета, што је резултат направљених грешака при обезбеђењу самита.
У 2007. години, одред од шест „торнада“, 51. извиђачког пука, распоређени су у Мазари Шарифу, у северном Авганистану. Намена им је била подршка НАТО снага. Одлука за слање Торнада у Авганистан је била контроверзна, укључујући и правни захтев једне политичке странке за покретање акције за блокирање распоређивања тих снага, као неуставног поступка. Подршка мисији у Авганистану је побољшана са ефикасном извиђачком опремом. „Торнадо“ је био ефикасан у откривању скривених импровизованих експлозивних направа (енгл. improvised explosive devices) (IED). Немачки авиони су повучени из Авганистана у новембру 2010. године.
На основу најаве о смањењу немачких снага одбране, у марту 2003. године, донета је одлука да се из оперативне употребе Луфтвафе повуче 90 авиона „торнадо“. Изјавом, 13. јануара 2004. године, немачки министар одбране Петер Струк, образложио је те промене у немачким оружаним снагама, њихово смањење и реорганизацију. На основу тих одлука, смањен је број авиона „торнадо“, у четири пука, до септембра 2005. године. Највећи део тога плана се односио на смањење укупног броја борбених авиона, од 426 примерака почетком 2004. године, на 265 у 2015.
Под претпоставком потпуне испоруке немачком Луфтвафеу, поручених 180 Јурофајтер тајфуна и реализацијом смањења укупног броја авиона у оружаним снагама немачке, своди се број „торнада“ на свега 85 примерака, који остају у оперативној употреби до 2020. године. Значајном броју тих авиона, до 2010. године истиче животни век, па подлежу процедури продужетка истог.

### Немачка морнарица
Поред поруџбине Луфтвафе, немачка морнарица је обезбедила 112 авиона Торнадо IDS, за борбу против поморских пловила и за извиђање на мору, као замена за старе F-104 старфајтере. Два опремљена пука са „торнадом“ наоружана су противбродским ракетама AS.34 корморан, што је у почетку допуњавано касетним бомбама BL755, а касније и противрадарским ракетама AGM-88-HARM. Њихов извиђачки контејнер је опремљен панорамском, оптичком камером и линијским инфрацрвеним скенером.
Крај Хладног рата и потписивање Уговора о конвенционалним оружаним снагама у Европи, довели су до захтева Немачкој да смањи обим својих оружаних снага, укључујући и број борбених авиона. Да би се задовољила ова потреба, један пук са „торнадима“ је у морнарици расформиран, 1. јануара 1994. године. Авиони из тога пука су заменили F-4 фантоме, једног извиђачког пука у Луфтвафе. Други пук је ојачан и наставио је извршавати задатке из противбродске, извиђачке и противрадарске намене, све до расформирања у 2005. години, а његови авиони су тада пребачени у Луфтвафе.

### Италијанско ваздухопловство
Први италијански прототип, направио је свој први лет 5. децембра 1975. године, у Торину, у Италији. Војно италијанско ваздухопловство је укупно примило 100 авиона Торнадо IDS, касније су 16 примерака конвертовани у ECR конфигурацију, а први у томе стандарду, достављен је ваздухопловству 27. фебруара 1998. године. За потпуно решавање проблема ваздухопловства, за наредних 10 година, узета су у закуп још 24 британска ловачка авиона Торнадо ADV, за ПВО намену. На овај начин је био покривен критични временски простор, између употребе, избачених, старих ловачких авиона F-104 старфајтера и увођења нових Јурофајтера тајфуна.
Италијански авиони „торнадо“, заједно са закупљеним из Британије, учествовали су у Заливском рату 1991. године. У тим операцијама учествовало је осам Торнадо IDS, из базе у Италији и у Абу Дабију, као део доприноса у коалицији. Током тих сукоба, један је авион изгубљен, од ирачке противваздухопловне одбране. Пилоти су се безбедно катапултирали и заробљени су од стране ирачких снага безбедности.
Укупно 22 италијанска авиона „торнадо“, распоређени су у НАТО снагама, у операција НАТО бомбардовања Савезне Републике Југославије, 1999. године. Торнадо IDS су коришћени за бомбардовање, а Торнадо ECR за патролирање изнад борбеног региона, улажући напоре да неутралишу југословенске радаре, у систему противваздухопловне одбране.
Као одговор на очекивано насиље, током избора 2010. године, у Авганистану, Италија, заједно са неколико других земаља, повећала је свој војни ангажман на томе простору, са четири Торнада .
Италијански авиони Торнада IDS и ECR су учествовали у НАТО интервенцији у Либији, током 2011. године. Коалиционе снаге су користиле различите типове ваздухоплова, укључујући и авионе Панавија торнадо, британског и италијанског ратног ваздухопловства. Ваздухоплови коалиције су користили италијанске авиобазе. Италијански војни авиони су, током бомбардовања циљева у Либији, бацили и лансирали 710 вођених бомби и ракета. Од овог укупног учинка италијанске авијације, односи се на њихове авионе „торнадо“ и AMX, 550 бомби и ракета, док је италијанска морнарица са „Харијерима“ бацила 160 вођених бомби. Са италијанских авиона „торнадо“, лансирано је 20 до 30 крстарећих ракета Сторм шадоу, а остатак су биле „Павивеј“ и вођене бомбе JDAM.
У јулу 2002. године, Италија је потписала уговор са агенцијом за управљање програмом „торнада“ NETMA и Панавија корпорацијом, за унапређење 18 авиона Торнада IDS, први је завршен и враћен у оперативну употребу, 2003. године. Надоградња представља побољшан систем навигације (интегрисан је GPS и ласерски ИНС). Авиони су оспособљени да носе ново оружје, укључујући крстареће ракете Сторм шадоу и вођене бомбе.
Италија је одлучила да продужи радни век својим „торнадима“. У 2010. години је покренут тај програм, са уградњом нових дигиталних приказивача, слој веза (линк 16) за побољшање комуникационе способности, ноћног визира и неколико других побољшања. У даљој перспективи је планирано да се авиони Торнадо IDS/ECR замене, у оперативној употреби италијанског ратног ваздухопловства, са F-35 лајтнинг II, постепено до 2025. године.

### Британско ваздухопловство
Британски „торнадо“ је борбено дебитовао 1991. године, у Заливском рату, у оквиру тадашњих војних активности. У томе рату је учествовало близу 60 британских авиона Торнадо GR1, који су били распоређени по ваздухопловним базама у Бахреину и у Саудијској Арабији. Неколико Торнада ADV су такође били распоређени да обезбеђују превласт у тамошњем ваздушном простору. Ирачки пилоти су избегавали директну борбу са њима.
У раним фазама војних акција коалиције, авионима Торнадо GR1 су били главна мета војни аеродроми, широм Ирака. При дејствима је коришћена комбинација класичних бомби од 450 kg и специјализованог оружја, диспанзера ситне муниције JP233. При бомбардовању је коришћен поступак са дужом балистичком путањом. Шест британских „торнада“ је изгубљено у тим сукобима, као и један италијански. Четири су изгубљена при бацању слободно падајућих бомби, један је изгубљен након употребе оружја JP233, а један при покушају дејствовања са ласерски навођеном бомбом. Први „торнадо“ је оборен од стране ирачких снага противваздухопловне одбране, са ракетом 9K38 игла, при покушају бомбардовања, 17. јануара 1991. године. Други британски „торнадо“ је оборен током интензивног напада на ирачку ваздухопловну базу, 19. јануара исте године. Ефекте дејства „торнада“, на циљеве у Ираку, тешко је утврдити.
У хитном распоређивању снага, Уједињено Краљевство је послала одред авиона Буканир, опремљених електро-оптичким ласерским означивачем циља AN/ASQ-153\AN/AVQ-23 паве спаик, омогућавајући Торнаду GR1 да користи своје прецизно оружје са навођењем. У подршци, изненадне војне акције, учествовало је више авиона Торнадо IDS, опремљених ласерским системом за означавање циља TIALD. Конструктор Клаус-Кристијан Сејман енгл. Claus-Christian Szejnmann је изјавио да је TIALD омогућио Торнаду IDS „да постигне најпрецизније бомбардовање у историји британског ваздухопловства“. Иако се ласерски означивач циља TIALD показао ефикасним у Заливском рату, у 2000. години су купљена само 23 његова контејнера. Његови недостаци су испољени током борбених операција НАТО бомбардовања Савезне Републике Југославије, 1999. године.
Након почетне фазе рата у Ираку, авиони Торнадо IDS су прешли на средње висине лета, у току бомбардовања и ракетирања. То су типичне висине за дејство по складиштима муниције и објектима за прераду нафте.
Средином „животног века“ „торнада“, његов пројекат је надограђен. У марту 1993. године, покренута је конверзија Торнада GR1 у стандард Торнадо  и Торнадо GR4 у Торнадо GR4A. Торнадо GR4 је ушао у оперативну употребу у јужном Ираку, на задацима патролирања у ирачком ваздушном простору, из база у Кувајту. Авиони оба стандарда, GR1 и GR4, били су базирани у Кувајту. У оквиру коалиционих снага, учествовали су у дејствима по војној инфраструктури Ирака, током операције Бомбардовање Ирака (децембра 1998). У децембру 1998. године, ирачка батерија противваздухопловне одбране испалила је шест до осам ракета, на авионе „торнадо“, у току њиховог патролирања. Касније су авиони „торнадо“ напали ту батерију, у знак одмазде. Том приликом, нису имали никаквих губитака. У извештајима је приказано да су током операције бомбардовање Ирака (децембра 1998), британски авиони „торнадо“ успешно уништили 75% предвиђених циљева, од укупних 28, у току 36 извршених мисија.
Торнадо GR1 су учествовали у НАТО бомбардовању Савезне Републике Југославије, 1999. године. У почетку су полетали из британске ваздухопловне базе у Немачкој. Касније су се пребазирали на Корзику. Искуства из НАТО бомбардовања СРЈ, довела су до набавке ракета ваздух-земља АГМ-65 Маверик и употребе проширеног асортимана „паметних“ бомби Павивеј. После бомбардовања СРЈ, стандард Торнадо GR1 је укинут, извршена је његова конверзија у верзију авиона на Торнадо GR4. Због те модификације, сви су се авиони Торнадо GR1 вратили у Британију и преправљени су у стандард GR4, до 10. јуна 2003. године.
Торнадо GR4 је веома много коришћен у британским операцијама, у току инвазије на Ирак, у 2003. години. Тада су ти авиони учествовали у уводној фази рата. Заједно са америчким авионима, брзо су нападали кључне ирачке инсталације. У оквиру кампање минимизирања жртава, почеле су се први пут користити нове, прецизне крстареће ракете Шторм шадоу. У претходној операцији бомбардовања СРЈ, Британци су користили прецизно вођено оружје у нивоу од 25%, од укупног, док се после четири године у Ираку тај однос повећао на 85%.
Један авион Торнадо GR4 је грешком оборен изнад Ирака од пријатељске америчке ракетне батерије са системом MIM-104 патриот, 23. марта 2003. године. Том приликом су погинула оба члана посаде. У јулу 2003. године, амерички Анкетни одбор је оправдао те операторе батерије противваздухопловне одбране, сматрајући да је грешка до „торнадовог“ система за идентификацију и да је тај разлог довео до овог инцидента. Проблеми са „патриотом“, су ипак сугерисали да је у питању други разлог. Десили су се и други инциденти, повезани са лошом идентификацијом пријатељских авиона, укључујући и фатални исход са авионом Америчке морнарице F/A-18 Хорнетом, неколико недеља након губитка „торнада“.
Британија је повукла последње своје авионе „торнадо“ из Ирака, у јуну 2009. године.
Почетком 2009. године, неколико Торнада GR4 распоређено је на Кандахарски аеродром, у Авганистану, да замене авионе Хариер GR7/9, који су били ту стационирани од новембра 2004. године. У 2009. години, уведене су у потребу вођене бомбе Павивеј IV, на британски „торнадо“, пошто су већ претходно коришћене у Авганистану на авионима Хариер II. У лето 2010. године, послата су још два британска „торнада“ у Кандахар, за време трајања авганистанских избора.
Пре објављивања и усвајања стратегије одбране, у парламенту Велике Британије, 2010. године, разматране су фазе повлачења целе флоте „торнада“ из наоружања, у оквиру планиране уштеде од 7,5 милијарди фунти. У новој стратегији одбране је најављено задржавање „торнада“ и повлачење Хариера II, са процесом постепеног смањивања и броја „торнада“, све до потпуног увођења Јурофајтер тајфуна, а касније и F-35 лајтнинга II.
Британски премијер Дејвид Камерон је најавио распоређивање авиона типа „торнадо“ и „тајфун“, за осигурање зоне забране летова у ваздушном простору Либије, 18. марта 2011. године. У марту 2011. године, британски авиони „торнадо“, патролирајући и дејствујући по циљевима у Либији направили су налет, у дужини од 4.800 km. Што је секретар за одбрану Лиам Фокс, оценио као „најдужи прелет у борбеној употреби бомбардовања, спроведен од стране британског ваздухопловства, после Фолкландског рата“. У операцијама у Либији је коришћен велики асортиман оружја, укључујући и ласерски навођене бомбе и противтенковске ракете Бримстон. Мешовити пар авиона, „тајфун“ и „торнадо“, 12. априла 2011. године, бацили су прецизно навођене бомбе на возила Гадафијевих снага, која су била груписана у одређеном простору. Начелник штаба ваздухопловства је саопштио, у току конференције Краљевског ваздухопловног друштва 2011. године у Лондону, да је сваки авион „врло успешно и прецизно“ бацио по једну ласерски вођену бомбу GBU-16 Павивеј II од 454 kg, истакавши да „овај догађај представља доказ способности за извршавање вишенаменских задатака „тајфуна“ и „торнада““.

### Ваздухопловство Саудијске Арабије
Уједињено Краљевство и Саудијска Арабија, потписале су протокол (енгл. Al Yamamah, арап. اليمامة). У којем је укључен и уговор за испоруку 48 авиона, варијанте Торнадо IDS и 24 Торнадо ADV, 25. септембра 1985. године. Први лет саудијског авиона Торнадо IDS је извршен 26. марта 1986. године, а 9. фебруара 1989. је полетео и Торнадо ADV. Саудијски авиони „торнадо“ су учествовали у операцијама током Заливског рата.
У јуну 1993. године, сагласно постојећем протоколу, потписан је уговор, чији је главни предмет била поруџбина још додатних 48 авиона Торнадо .
После искуства са употребом обе варијанте „торнада“ и авиона F-15E Страјк игл, Саудијци се обучавају на средњим висинама лета, са Страјк иглом, а са „торнадом“, на малим. Саудијских 10 „торнада“, извиђача, опремљени су са извиђачком опремом. У процесу је замена 22 Торнада ADV, са савременим Јурофајтер тајфуном. „Пензионисане“ саудијске авионе Торнадо ADV, повратно су откупили Британци, 2007. године. Иако су претходно исти били наоружани противбродском ракетом Си игл и противрадарском ALARM, повучени су из саудијске оперативне употребе, до 2007. године.
У септембру 2006. године, Саудијска влада је потписала уговор вредан 4,7 милијарди америчких долара, са британском фирмом BAE системс, за надоградњу 80 својих авиона, за временски период оперативне употребе до 2020. Торнадо №6612 се први вратио у BAE системс у Вортону, у децембру 2006. године, за надоградњу по „Торнадовом развојном програму “. По тој надоградњи, авиони Торнадо IDS су опремљени низом новог и прецизно вођеног оружја и побољшаном опремом за његово вођење. Тако опремљен Торнадо IDS, у многим доменима, може бити упоредив са британским Торнадом GR4. У децембру 2007. године, први потпуно модернизован авион, враћен је у саудијску оперативну употребу.
Почев од 2010. године, Саудијска Арабија је потписала још неколико уговора за ново оружје и системе, за опремање својих авиона „торнадо“ и „тајфуна“, као што су ракета ваздух-ваздух кратког домета IRIS-T, противтенковска ракета Бримстон и крстарећа ракета Шторм шадоу.
Почев од прве недеље новембра 2009. године, саудијско ваздухопловство заједно са авионима „торнадо“ и F-15 игл, вршило је нападе из ваздуха на положаје Шиитских устаника у Јемену, у северном региону, у граду Саада. То је први пут, после операције у Заливском рату, у 1991. години, да је саудијско ваздухопловство активно учествовало у војној операцији на непријатељској територији.

### Удеси
Учешће ваздухопловстава земаља корисника, у свима удесима „торнада“, је следеће: 40 британских, 31 немачких, 6 саудијских, и 4 италијанска. Неки од најзначајнијих тих удеса су:
- Прототип P.08 (са британском ознаком XX950), срушио се у Ирском мору, 12. јуна 1979. године, током симулације употребе оружја. Погинула су оба члана посаде, Рас Пенгели (пилот) и Џон Греј (навигатор).[218]
- Прототип P.04 (додељен Немачкој, регистрован под ознаком D9592 / 98+05) , срушио се у близини Хановера. Оба члана посаде су погинули, пилот и навигатор.[219][220]
- Два британска Торнада GR.1 (са ознакама ZA329 и ZA593), сударила су се у ваздуху, близу Милбруна, Камбрија, 9. августа 1988. године. Сва четири члана посаде су изгубили живот.[214]
- Два немачка Торнада  (са ознакама 43+84 y 46+17, један из морнарице и један из Луфтвафе), срушили су се код Скагерака, Данска, после међусобног судара, 31. октобра 1991. године. Удес се десио при „пријатељском“ пресипању горива у ваздуху.[215] Посаде су се на време катапултирале, али је један од њих (командант пуковник Гресман) умро од хипотермије.[220]
- Два немачка Торнада  (са ознакама 43+26 и 44+36), сударила су се у лету, изнад Северног мора, око 30 km северно од острва Нордернај, Немачка, 27. јануара 1999. године. У несрећи је погинуо по један члан посаде, из сваког од авиона.[215]
- Немачки Торнадо IDS (са ознаком 44 +22) срушио се у Госе Баи, Канада, 30. августа 2000. године, због квара на моторима, оба члана посаде су погинула.[215]
- Између два немачка Торнада  (са ознакама 45+18 y 44+24), догодила се несрећа, док су међусобно претакали гориво у северној Немачкој, 21. априла 2004. године. Посада првог авиона се спасила, а другог је погинула.[215]

## Изложени примерци авиона
Иако је авион „торнадо“ још увек оперативан, неки старији примерци су јавно изложени, као музејски експонати:
- 44+13 Торнадо , изложен у Националном војноисторијском музеју, Софија, Бугарска.
- D-9591 Торнадо прототип P.01, изложен у Немачкој.
- XX946 Торнадо прототип P.02, изложен у ваздухопловном музеју, Енглеска.[221]
- 947 Торнадо прототип P.03, изложен је на аеродрому Шорхем (аеродром), Енглеска.
- 948 Торнадо прототип P.06, изложен у Немачкој.
- 631 Торнадо GR4, изложен је у Јокширском ваздухопловном музеју, Енглеска.[222]
- 319 Торнадо GR1T, поставка на улазу у војни објекат, Енглеска.
- 354 Торнадо 1, изложен је у Јокширском ваздухопловном музеју, Енглеска.[222]
- 362 Торнадо 1, изложен је у Музеју ваздухопловства, у Шкотској.
- 374 Торнадо 1, изложен је у Националном музеју ваздухопловства, Ваздухопловна база Рајт-Патерсон, Охајо, Америка.
- 887 Торнадо 3, изложен је у Ваздухопловном музеју, Енглеска.
- 457 Торнадо , изложен је у Ваздухопловном музеју, Енглеска.[223]
- 465 Торнадо 1, изложен је у Ратном музеју, Енглеска.
- 328 Торнадо GR1, користи се за практични рад у школи BAE система, Престон, Уједињено Краљевство.
- 934 Торнадо 3, изложен је у Националном музеју ваздухопловства, Шкотска
- 7210 Торнадо 3, изложен је у Италијанском ваздухопловном музеју, Италија.
- 43+74 Торнадо IDS, био је у власништву немачке морнарице, изложен је у ваздухопловном музеју, Тусон, Аризона
- 43+96 Торнадо IDS, изложен испред улаза у немачку ваздухопловну базу у Јагелу, Немачка.
- 44+97 Торнадо , изложен је у музеју, Немачка.
- 44+31 Tornado IDS, припадао је 31. ловачко-бомбардерском пуку, Немачка.
- Торнадо , изложен је у Луфтвафе музеју, Берлин, Немачка.
- Торнадо , изложен је у Техничком, свемирском музеју, Немачка.
- Торнадо ADV (F3), изложен је у Саудијском ваздухопловном музеју, Ријад, Саудијска Арабија.
- Торнадо , изложен је у Саудијском ваздухопловном музеју, Ријад, Саудијска Арабија.

## Карактеристике
| Карактеристике варијанти авиона Панавија торнадо | Карактеристике варијанти авиона Панавија торнадо                                                                     | Карактеристике варијанти авиона Панавија торнадо                                                                  |
| Параметар                                        | Торнадо IDS / RECCE / ECR / GR.4                                                                                     | Торнадо ADV |
| ------------------------------------------------ | --- | --- |
| Дужина:                                          | 16,72 m | 18,68 m |
| Размах крила:                                    | - 8,60 m (67° угао стреле) - 13,91 m (25° gepfeilt)                                                                  | - 8,58 m (68° угао стреле) - 13,91 m (25° угао стреле)                                                            |
| Висина:                                          | 5,95 m | 5,95 m |
| Површина крила:                                  | 26,60 m² | 26,60 m² |
| Виткост крила:                                   | - 2,78 (67° угао стреле) - 7,27 (25° угао стреле)                                                                    | - 2,77 (68° угао стреле) - 7,27 (25° угао стреле)                                                                 |
| Специфично оптерећење крила                      | - Минимална (празан): 530 kg/m² - Номинална (нормална тежина): 767 kg/m² - Максимална (макс. тежина): 1.023 kg/m² 1) | - Минимална (празан): 545 kg/m² - Номинална (нормална тежина): 819 kg/m² - Максимална (макс. тежина): 1.052 kg/m² |
| Тежина (празан):                                 | 14.092 kg | 14.501 kg |
| Максимална тежина при полетању:                  | - IDS / RECCE: 28.500 kg - GR.4: 27.216 kg                                                                           | 27.987 kg |
| Унутрашње гориво:                                | - IDS / RECCE: 4.800 kg - GR.4: 5.300 kg                                                                             | 6.030 kg |
| Максимална брзина:                               | - 2.337 km/h (Махов број = 2,2) висина 10.975 m - 1.480 km/h (Махов број = 1,2) на нивоу мора                        | - 2.414 km/h (Махов број = 2,27) висина 10.975 m - 1.480 km/h (Махов број = 1,2) на нивоу мора                    |
| Брзина пењања:                                   | 165 m/s | 203 m/s |
| Плафон лета:                                     | 15.240 m | 17.070 m |
| Тактички радијус:                                | 1.390 km | ? |
| Долет:                                           | 3.890 km | 3.890 km |
| Гранични Фактор аеродинамичког оптерећења:       | 7,5 | 7,5 |
| Стаза полетања:                                  | 760 m | 760 m |
| Стаза слетања:                                   | 370 m | 370 m |
| Погон:                                           | Два мотора Турбо-унион RB199-34R Mk-103                                                                                  | Два мотора Турбо-унион 199-34-104                                                                                 |
| Потисак (по мотору):                             | - 40,5 kN (базни) - 71,2 kN (СДС)#                                                                                   | - 40,5 kN (базни) - 73,5 kN (СДС)#                                                                                |
| Однос потисак тежина авиона                      | - Максимални (празан): 1,09 - Номинални (ном. теж.): 0,75 - Минимални (макс. теж.): 0,561)                           | - Максимални (празан): 1,16 - Номинални (ном. теж.): 0,78 - Минимални (макс. теж.): 0,60                          |

- # СДС (са допунским сагоревањем)
- 1) Подаци се односе на Торнадо GR.4